# Lipocalina-1
La Lipocalina-1 è una proteina umana codificata dal gene LCN1.
Appartiene al genere delle lipocaline, un gruppo di proteine extracellulari che, grazie alla propria struttura, sono capaci di legarsi con i lipofili per ridurre il contatto con un solvente.
La Lipocalina-1 in particolare può formare legami impedendo la cisteina proteinasi ed è coinvolta nella recezione dei sapori.